# Audi Sport GmbH

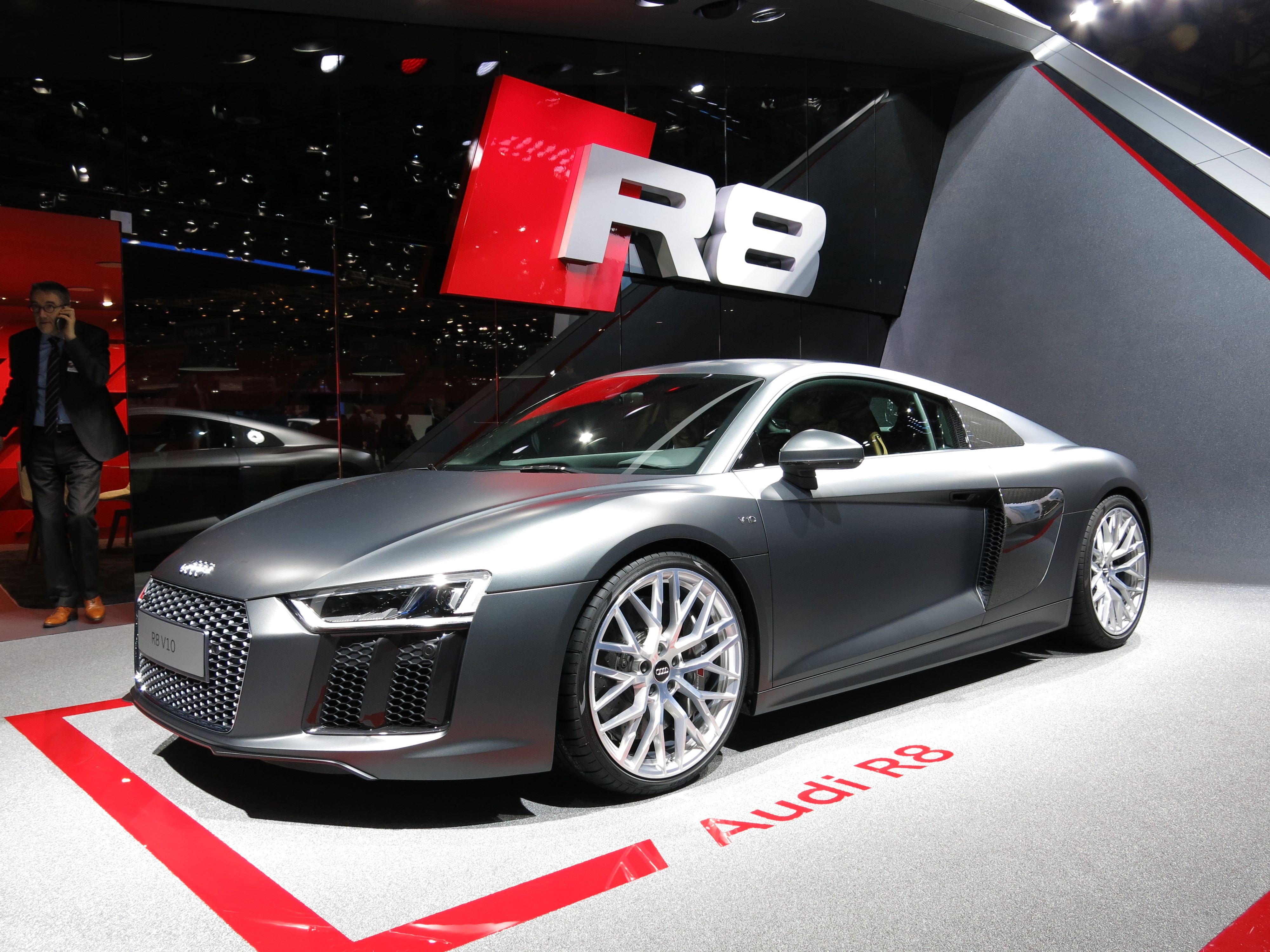
Top-Modell der Audi Sport GmbH, der Audi R8

Ehemaliges Logo der quattro GmbH/Audi Sport GmbH

Die Audi Sport GmbH ist eine hundertprozentige Tochtergesellschaft der Audi AG. Das bis Ende 2016 quattro GmbH genannte Unternehmen wurde 1983 gegründet und ist seit 1996 eigenständig. Audi Sport ist dafür zuständig, jedes Audi-Modell – nicht nur sportlich – nach Kundenwunsch zu individualisieren. Bestimmte Ausstattungspakete werden S line, spezielle Fertigungen auch Audi exclusive genannt.
Das erste eigenständige Projekt der damaligen quattro GmbH war der Audi S6 Plus, welcher im März 1996 vorgestellt wurde. Sitz des Unternehmens ist in Neckarsulm.

## Geschichte
Das Unternehmen wurde im Jahr 1983 als 100-prozentige Tochtergesellschaft der Audi AG gegründet. Geschäftszweck war zunächst der Handel mit hochwertigen Accessoires (Schwerpunkt: hochwertige Lederserie). Nach 1993 wurden die Geschäftsfelder erweitert: Die Boutiquen in den Auslieferungszentren wurden ausgebaut und die Fahrzeugindividualisierung kam hinzu. Seit 1996 firmiert die Audi Sport GmbH auch als eigenständiger Fahrzeughersteller (S sowie RS-Modelle). Erstes Projekt war im März 1996 ein Audi S6. Die Audi Sport GmbH ist das Pendant zur Volkswagen R GmbH.
Seit dem Jahr 2015 werden die S-/RS-Modelle von Audi unter dem Namen Audi Sport verkauft, aber werden weiter bei der Audi Sport GmbH gebaut.
Im November 2016 wurde die quattro GmbH in Audi Sport GmbH umbenannt.

## Übersicht
Die Modifizierungen werden in Neckarsulm ausgeführt. Dorthin werden die Audi-Modelle aus den Werken geliefert oder vom Kunden hingebracht. Mit dem Audi S6 Plus verzeichnete die quattro GmbH im März 1996 ihr erstes eigens verarbeitetes Auto.
Das Unternehmen beschäftigt insgesamt ca. 830 Arbeitnehmer, die vor allem aus Ingolstadt und Neckarsulm stammen. Es verzeichnete im Jahr 2005 ein Vorsteuerergebnis von 35 Millionen und 2006 einen Umsatz von rund 500 Millionen Euro.
Die Fahrzeugsparten gliedern sich in den Teilbereich der Produktion der RS-Fahrzeuge wie dem Audi R8. Ebenso ist die Audi Sport GmbH für die Zubehörsparte namens S line zuständig, die eine Bezeichnung für die sportliche Ausstattung der verschiedenen Audi-Modelle ist. Diese umfasst neben Sportfahrwerken und aerodynamischen Anbauteilen auch sportliche Ausstattungspakete im Interieur. Die Motorleistung ist davon jedoch unabhängig.
Die Audi Sport GmbH ist mit 19,94 % an der FC Ingolstadt 04 Fußball GmbH beteiligt.

## Produktportfolio

### Audi R/RS-Modelle
Die Audi Sport GmbH verkauft die sportlichen Modelle unter den Namen Audi Sport. Ziel der Audi Sport GmbH ist, unter anderem, Rennsport-Technologie in Straßenmodelle zu integrieren. Die Audi Sport GmbH entwickelt ihre Autos eigenständig und bringt innovative Technologien in die Fahrzeuge. Die Entwicklung der Fahrzeuge erfolgt in Neckarsulm, die Produktion hingegen ist auf die Standorte Neckarsulm, Heilbronn, Ingolstadt, Győr und Bratislava verteilt.
Aktuelle Modelle:
- Audi RS3 (Limousine & Sportback)
- Audi RS6 (Avant)
- Audi RS Q8 (SUV)
- Audi e-tron GT/RS e-tron GT

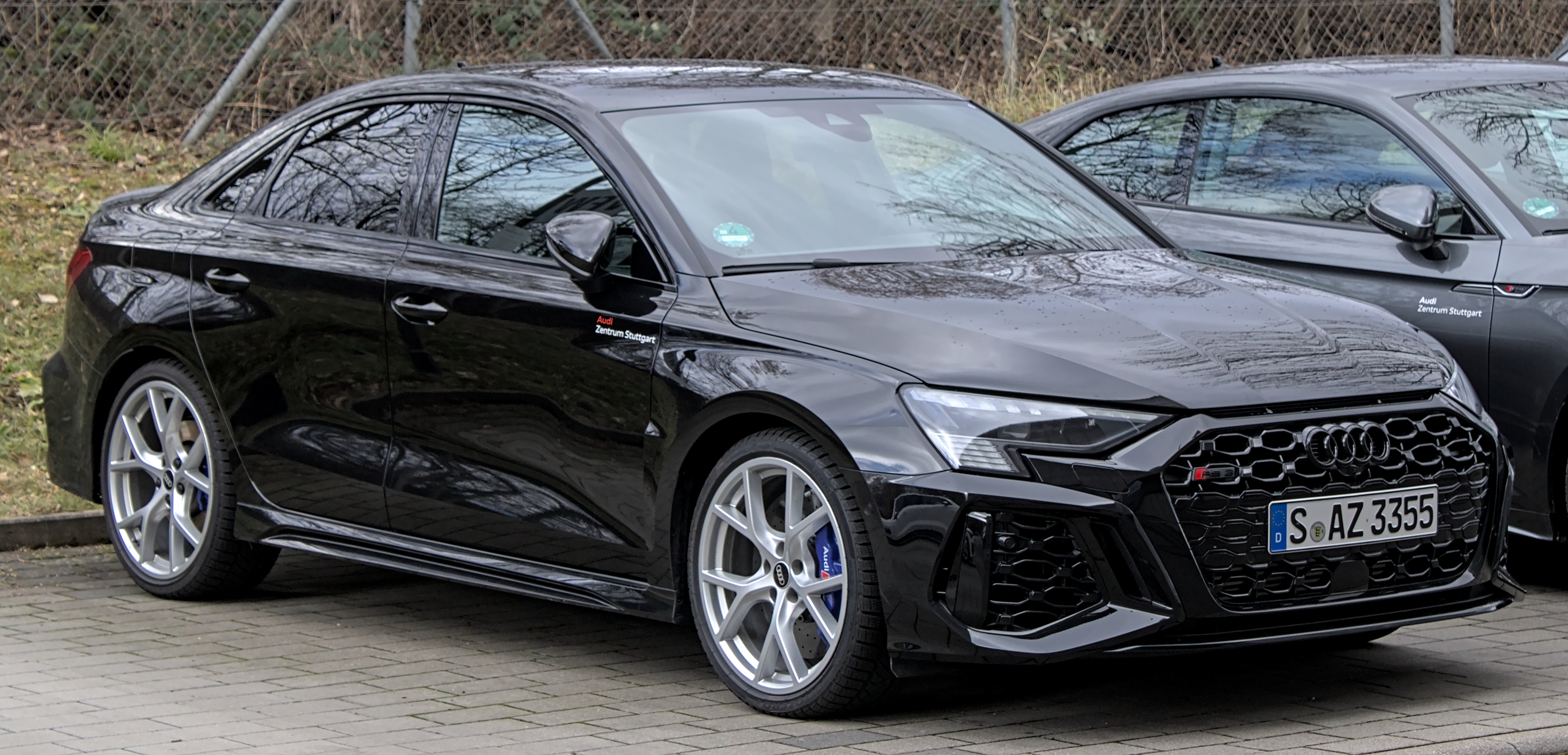
Audi RS3 Limousine
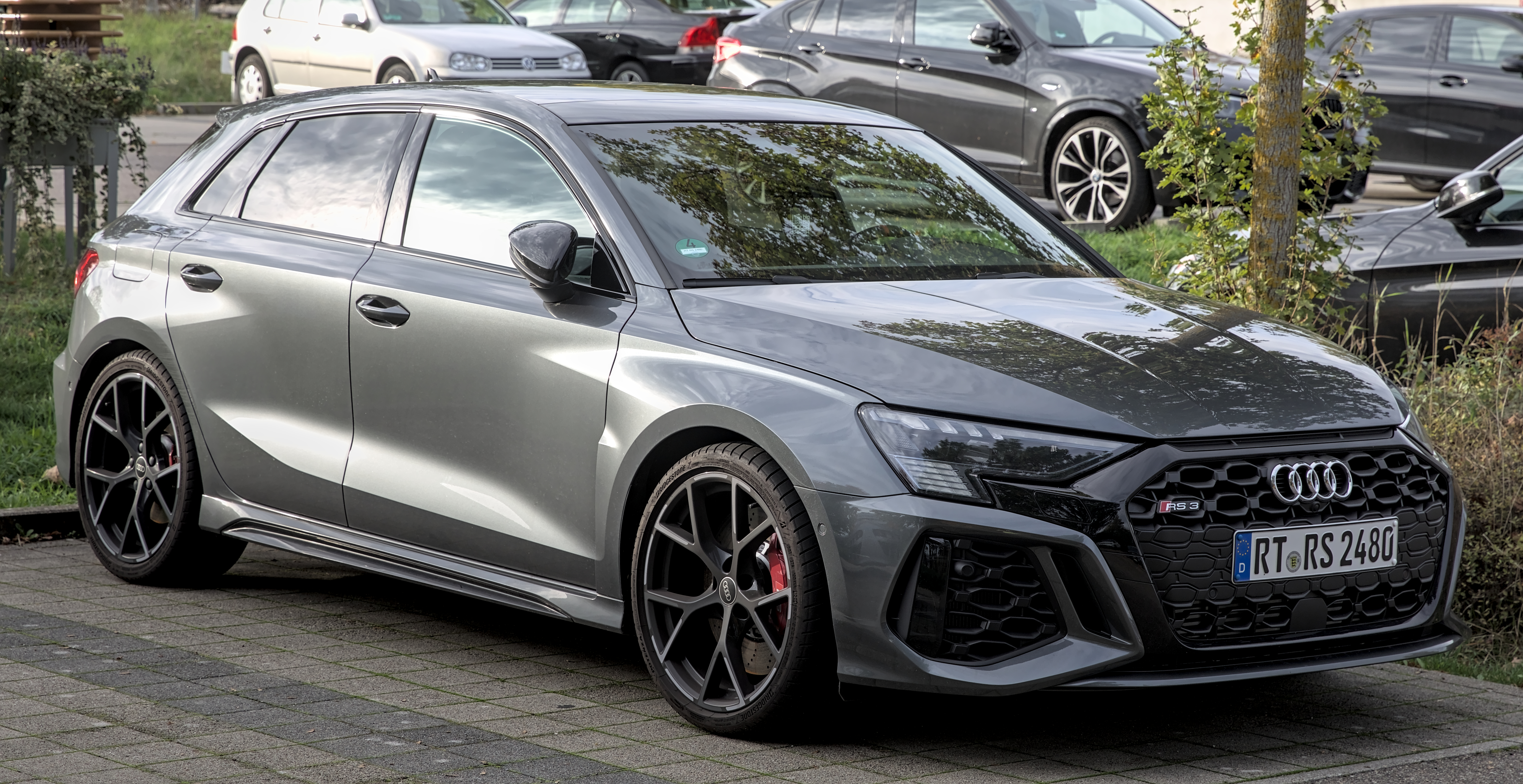
Audi RS3 Sportback
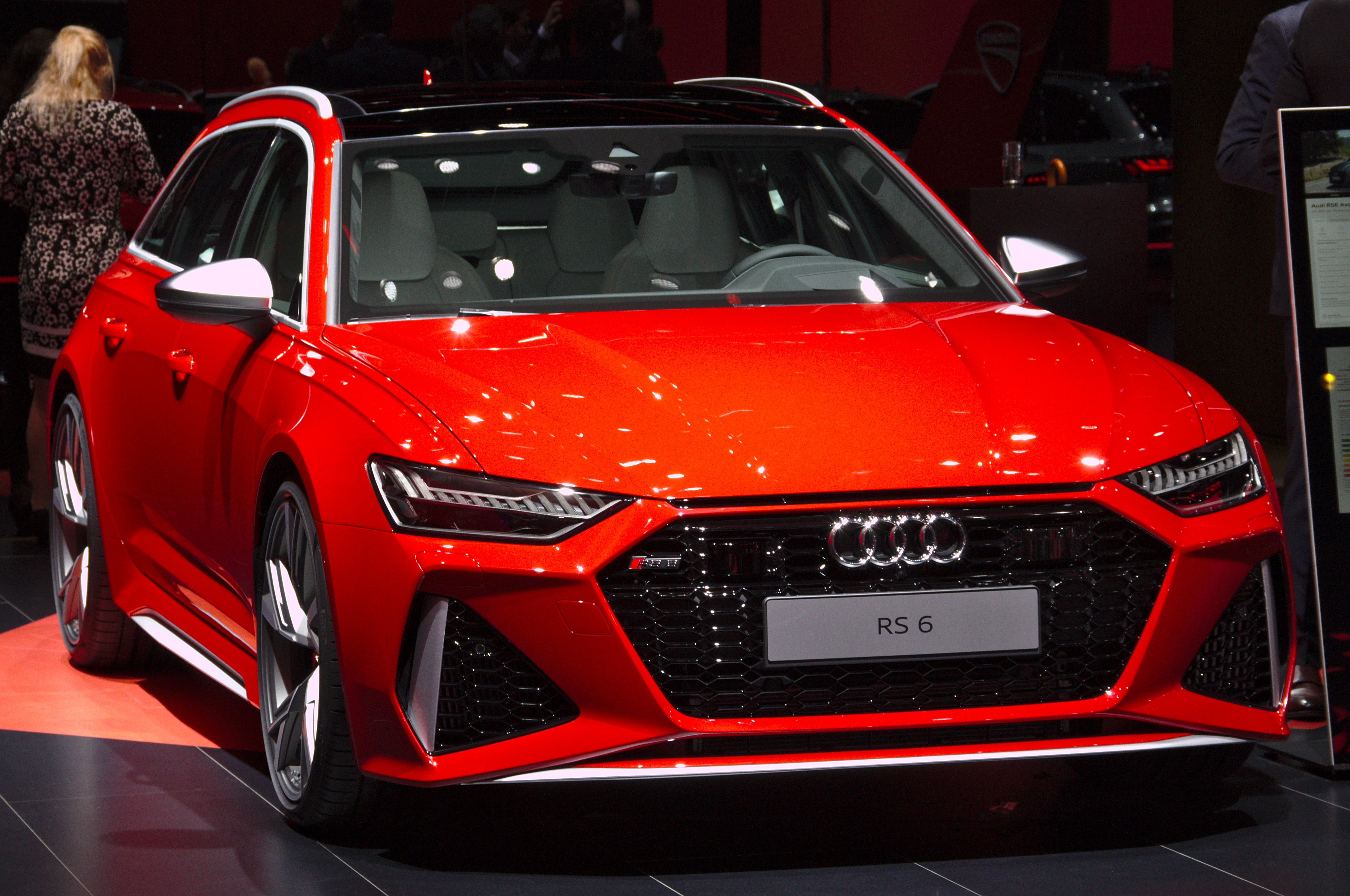
Audi RS6 Avant
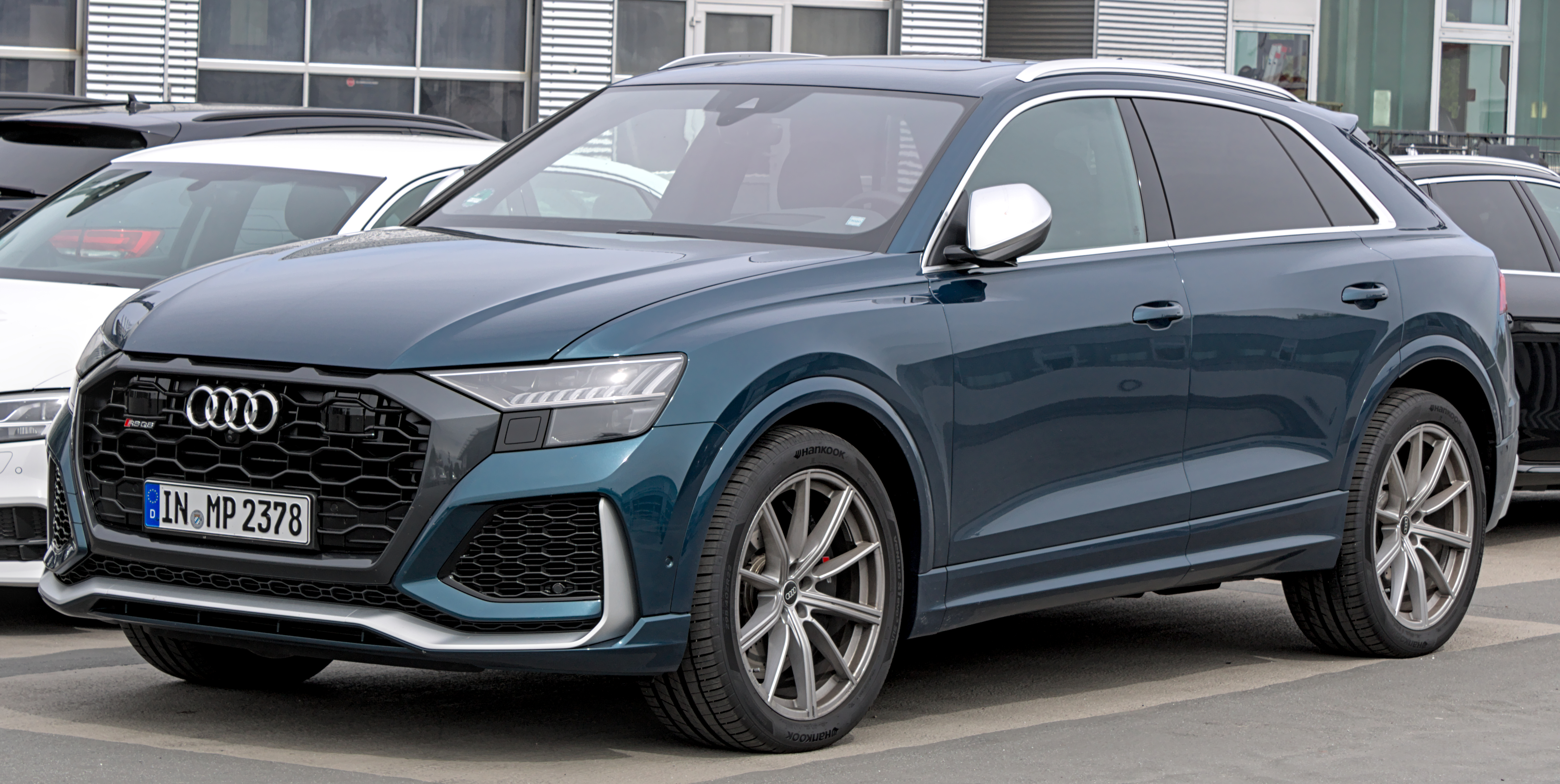
Audi RS Q8
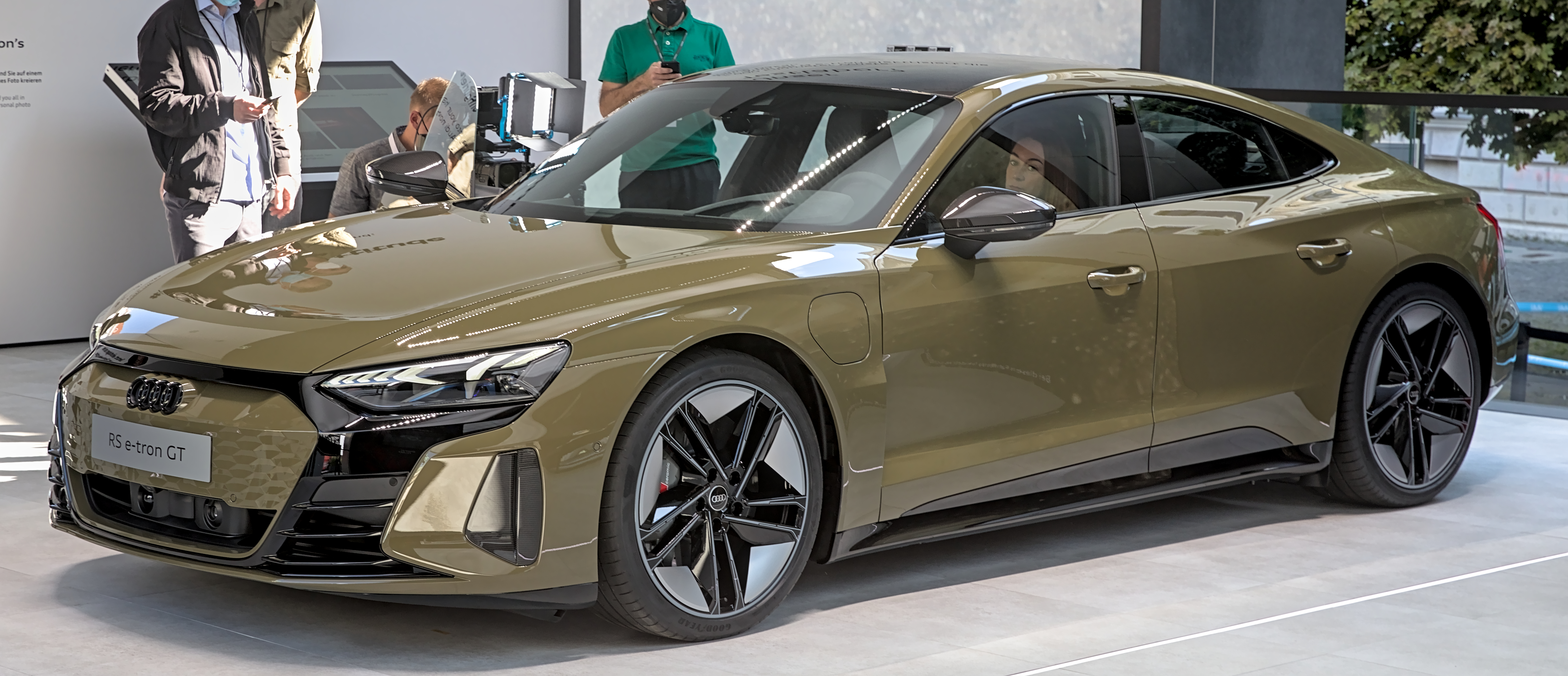
Audi e-tron GT/RS e-tron GT

### Audi Sport racing
| Bild | Modell              | Basismodell         | Kategorie | Bauzeit   | Motor                | Leistung      | Gewicht |
| ---- | ------------------- | ------------------- | --------- | --------- | -------------------- | ------------- | ------- |
|      | Audi RS Q e-tron E2 | Audi RS Q e-tron E2 | T1 U      | seit 2022 | 2.0l TFSI + 3× MGU05 | 288 kW/392 PS | 2100 kg |
|      | Audi RS Q e-tron E1 | Audi RS Q e-tron E1 | T1 U      | 2021–2022 | 2.0l TFSI + 3× MGU05 | 288 kW/392 PS | 2000 kg |

### Audi Sport customer racing
Unter Audi Sport customer racing verkauft die Audi Sport GmbH, Rennwagen im Kundensportbereich. Die Audi R8 LMS Reihe gehört zu den erfolgreichsten FIA GT3 Rennwagen.
Aktuelle Modelle
| Bild | Modell                 | Basismodell | Kategorie | Bauzeit   | Motor               | Leistung bis zu | Gewicht |
| ---- | ---------------------- | ----------- | --------- | --------- | ------------------- | --------------- | ------- |
|      | Audi RS 3 LMS gen II   | Audi RS3 8Y | TCR       | seit 2021 | 2.0 TFSI (VW EA888) | 250 kW/340 PS   | 1115 kg |
|      | Audi R8 LMS GT2        | Audi R8 4S  | GT2       | seit 2020 | V10 5.2 FSI         | 470 kW/640 PS   | 1350 kg |
|      | Audi R8 LMS GT3 evo II | Audi R8 4S  | GT3       | seit 2021 | V10 5.2 FSI         | 430 kW/585 PS   | 1235 kg |
|      | Audi R8 LMS GT4        | Audi R8 4S  | GT4       | seit 2020 | V10 5.2 FSI         | 364 kW/495 PS   | 1460 kg |

Ehemalige Modelle
| Bild | Modell            | Basismodell   | Kategorie         | Bauzeit   | Motor               | Leistung                                                  | Gewicht        |
| ---- | ----------------- | ------------- | ----------------- | --------- | ------------------- | --------------------------------------------------------- | -------------- |
|      | Audi R8 LMS       | Audi R8 42    | GT3               | 2009–2012 | V10 5.2 FSI         | 412 kW / 560 PS                                           | 1290 kg        |
|      | Audi TT RS        | Audi TT RS 8J | SP4T              | 2012      | 2.5 TFSI (VW EA855) | 279 kW / 380 PS                                           | 1100 kg        |
|      | Audi R8 LMS ultra | Audi R8 42    | GT3               | 2012–2015 | V10 5.2 FSI         | 419 kW / 569 PS                                           | 1250 kg        |
|      | Audi R8 GRAND-AM  | Audi R8 42    | Grand Am - GT     | 2013      | V10 5.2 FSI         | 412 kW / 560 PS                                           | 1280 kg        |
|      | Audi R8 LMS GT3   | Audi R8 4S    | GT3               | 2015–2018 | V10 5.2 FSI         | 430 kW / 585 PS                                           | 1225 kg        |
|      | Audi TT Cup       | Audi TT FV    | Audi Sport TT Cup | 2015–2017 | 2.0 TFSI (VW EA888) | 228 kW / 310 PS 250 kW / 340 PS (mit Push-to-Pass System) | 1125 kg        |
|      | Audi RS3 LMS      | Audi RS3 8V   | TCR               | 2016–2019 | 2.0 TFSI (VW EA888) | 243 kW / 330 PS                                           | 1160 / 1285 kg |
|      | Audi R8 LMS GT4   | Audi R8 4S    | GT4               | 2017–2019 | V10 5.2 FSI         | 364 kW / 495 PS                                           | 1460 kg        |
|      | Audi RS3 LMS      | Audi RS3 8V   | TCR               | 2019–2021 | 2.0 TFSI (VW EA888) | bis zu 257 kW/350 PS                                      | 1145–1185 kg   |

## Motorsport
Die Motorsportabteilung von Audi Sport seit 2022 nimmt mit ihrem Team werksseitig an der Rallye Dakar teil. Für 2026 ist die Teilnahme an der Formel 1 vorgesehen.